# 套管

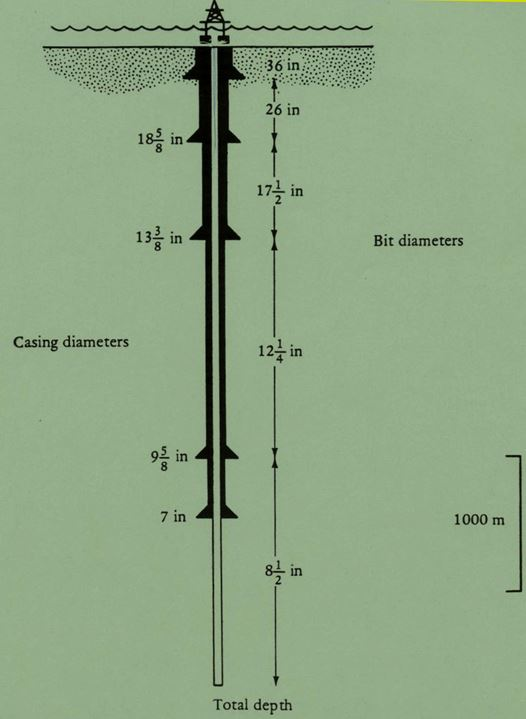
井眼中套管的尺寸

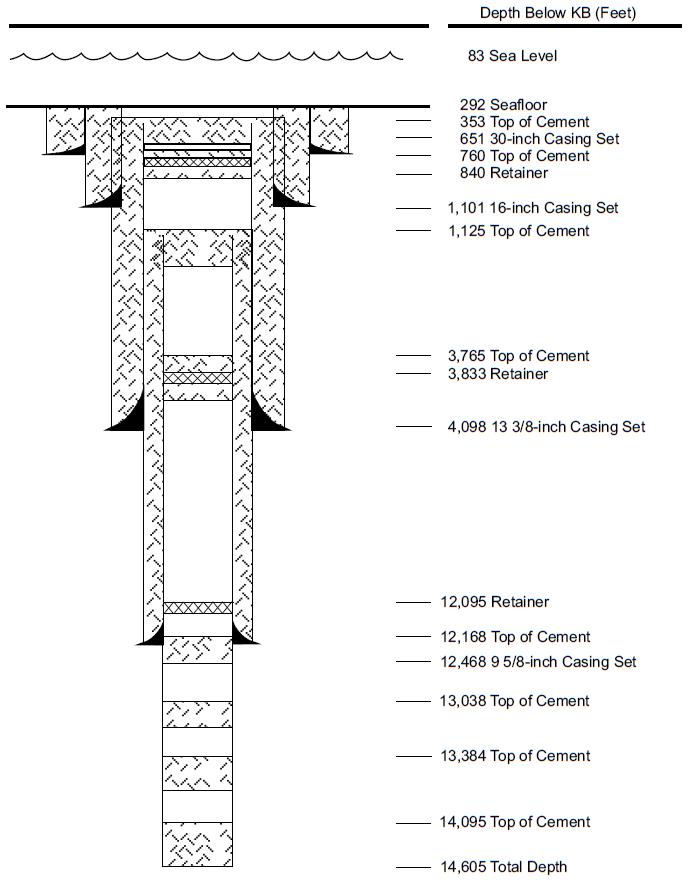
套管计划图

套管是一种油田设备，用于置入新钻的裸眼中的钢管。通常的作业顺序为，钻完一段裸眼后，下套管，然后进行固井作业，确保井眼的安全，然后进行下一段钻进。